# 佐伯市立佐伯南中学校
佐伯市立佐伯南中学校（さいきしりつ さいきみなみちゅうがっこう）は、大分県佐伯市にある公立中学校。

## 概要
1987年開校。佐伯市の郊外にある。生徒数は約300人。校舎はコの字形で、グラウンドの面積は市内の中学校の中でもトップクラス。また、時計台のある学校としても有名。

## 沿革
- 1987年
  - 4月 - 開校
  - 9月 - 校旗制定
- 1989年2月 - 校訓「自主・信愛・努力」を制定
- 1990年1月 - 校歌制定
- 1992年 - 文部省指定「運動部活動推進校」の研究校となり、1992 - 1994年度へ継続研究
- 1994年1月 - 時計塔大時計（北面）設置
- 2003年4月 - 文部科学省指定「学力向上フロンティア」指定校となる。

## 部活動
運動部
- 野球部
- サッカー部
- ソフトテニス部（男・女）
- 女子ソフトボール部
- 女子バレー部
- 女子卓球部
- 水泳部
- 陸上部
- 剣道部

文化部
- 吹奏楽部
- IT部

## 著名な出身者
- 成迫健児
- 嘉風雅継
- 梶川善寛

## 進学前小学校
- 佐伯市立上堅田小学校
- 佐伯市立下堅田小学校
- 佐伯市立青山小学校
- 佐伯市立木立小学校[1]